# Province del Nepal

Province del Nepal

Le province del Nepal (in nepalese: नेपालका प्रदेशहरू; Nepalka Pradeshaharu) sono state istituite il 20 settembre 2015 in conformità all'allegato numero 4 della Costituzione del Nepal del 2015. Esse sono sette e sono state formate raggruppando i distretti già esistenti.
Il sistema composto dalle sette province ha sostituito il precedente sistema secondo il quale il Nepal era diviso in 14 zone amministrative, che erano raggruppate in 5 regioni di sviluppo.

## Province
| Provincia     | Capitale       | Distretti | Area (km²) | Popolazione (2021) | Mappa |
| ------------- | -------------- | --------- | ---------- | ------------------ | ----- |
| Koshi         | Biratnagar     | 14        | 25905      | 4 961 412          |       |
| Madhesh       | Janakpur       | 8         | 9661       | 6 114 600          |       |
| Bagmati       | Hetauda        | 13        | 20300      | 6 116 866          |       |
| Gandaki       | Pokhara        | 11        | 21504      | 2 466 427          |       |
| Lumbini       | Deukhuri       | 12        | 22288      | 5 122 078          |       |
| Karnali       | Birendranagara | 10        | 27984      | 1 688 412          |       |
| Sudurpashchim | Godawari       | 9         | 19539      | 2 694 783          |       |
| Nepal         | Katmandu       | 77        | 147181     | 29 164 578         |       |